# Earthling (filme)
Earthling é um filme americano de ficção científica dirigido por Clay Liford em 2010 – com Rebecca Spence, Peter Greene e William Katt como protagonistas.